# Alchemilla maureri
Alchemilla maureri är en rosväxtart som beskrevs av S. Fröhner. Alchemilla maureri ingår i släktet daggkåpor, och familjen rosväxter. Inga underarter finns listade i Catalogue of Life.